# Kadiatou Touré
Pour les articles homonymes, voir Touré.
Kadiatou Touré (née le 18 janvier 1983 à Markala au Mali) est une basketteuse malienne. 

## Carrière
Elle fait partie de l'équipe du Mali de basket-ball féminin avec laquelle elle participe aux Jeux olympiques d'été de 2008, où elle marque 17 points en 5 matchs. Elle est également sacrée championne d'Afrique en 2007 et vice-championne d'Afrique en 2009.

## Palmarès
- Médaille d'or au championnat d'Afrique 2007